# Motocross-Weltmeisterschaft 2017
Die Motocross-Weltmeisterschaft 2017 war die 61. Saison der Motocross-Weltmeisterschaft.
Die Saison begann am 25. Februar im katarischen Doha und endete am 17. September im französischen Villars-sous-Écot.

## Übersicht

### Rennkalender
| #  | Datum             | Rennen                                  | Ort                 |
| -- | ----------------- | --------------------------------------- | ------------------- |
| 1  | 24.–25. Februar   | Großer Preis von Katar                  | Doha                |
| 2  | 4.–5. März        | Großer Preis von Indonesien             | Pangkal Pinang      |
| 3  | 18.–19. März      | Großer Preis von Patagonien-Argentinien | Neuquén             |
| 4  | 1.–2. April       | Großer Preis von León                   | León                |
| 5  | 15.–16. April     | Großer Preis von Trentino               | Pietramurata        |
| 6  | 22.–23. April     | Großer Preis von Europa                 | Valkenswaard        |
| 7  | 6.–7. Mai         | Großer Preis von Lettland               | Ķegums              |
| 8  | 20.–21. Mai       | Großer Preis von Deutschland            | Teutschenthal       |
| 9  | 27.–28. Mai       | Großer Preis von Frankreich             | Ernée               |
| 10 | 10.–11. Juni      | Großer Preis von Russland               | Orljonok            |
| 11 | 24.–25. Juni      | Großer Preis der Lombardei              | Ottobiano           |
| 12 | 1.–2. Juli        | Großer Preis von Portugal               | Águeda              |
| 13 | 22.–23. Juli      | Großer Preis von Tschechien             | Loket               |
| 14 | 5.–6. August      | Großer Preis von Belgien                | Lommel              |
| 15 | 12.–13. August    | Großer Preis der Schweiz                | Frauenfeld/Gachnang |
| 16 | 19.–20. August    | Großer Preis von Schweden               | Uddevalla           |
| 17 | 2.–3. September   | Großer Preis der USA                    | Jacksonville        |
| 18 | 9.–10. September  | Großer Preis der Niederlande            | Assen               |
| 19 | 16.–17. September | Großer Preis von Pays de Montbéliard    | Villars-sous-Écot   |

### Punktesystem
Weltmeister wurde derjenige Fahrer beziehungsweise Konstrukteur, der in seiner jeweiligen Klasse die meisten Punkte erzielt hatte. Die 20 erstplatzierten Fahrer jedes Rennens erhielten Punkte nach dem folgenden Schema.
| Punkteverteilung | Punkteverteilung | Punkteverteilung | Punkteverteilung | Punkteverteilung | Punkteverteilung | Punkteverteilung | Punkteverteilung | Punkteverteilung | Punkteverteilung | Punkteverteilung | Punkteverteilung | Punkteverteilung | Punkteverteilung | Punkteverteilung | Punkteverteilung | Punkteverteilung | Punkteverteilung | Punkteverteilung | Punkteverteilung | Punkteverteilung |
| ---------------- | ---------------- | ---------------- | ---------------- | ---------------- | ---------------- | ---------------- | ---------------- | ---------------- | ---------------- | ---------------- | ---------------- | ---------------- | ---------------- | ---------------- | ---------------- | ---------------- | ---------------- | ---------------- | ---------------- | ---------------- |
| Platz            | 1                | 2                | 3                | 4                | 5                | 6                | 7                | 8                | 9                | 10               | 11               | 12               | 13               | 14               | 15               | 16               | 17               | 18               | 19               | 20               |
| Punkte           | 25               | 22               | 20               | 18               | 16               | 15               | 14               | 13               | 12               | 11               | 10               | 9                | 8                | 7                | 6                | 5                | 4                | 3                | 2                | 1                |

In die Fahrerwertung flossen alle von dem jeweiligen Fahrer erzielten Punkte ein. In die Konstrukteurswertung flossen für jedes Rennen die durch den jeweils bestplatzierten Fahrer erzielten Punkte ein, der für den Konstrukteur startete.

## MXGP

### Rennergebnisse
| #  | Datum  | Grand Prix  | Ort                 | Grand Prix       | Grand Prix          | Grand Prix          | Sieger           | Sieger           | Gesamtführung   | Gesamtführung |
| #  | Datum  | Grand Prix  | Ort                 | Erster Platz     | Zweiter Platz       | Dritter Platz       | Rennen 1         | Rennen 2         | Fahrer          | Konstrukteur  |
| -- | ------ | ----------- | ------------------- | ---------------- | ------------------- | ------------------- | ---------------- | ---------------- | --------------- | ------------- |
| 1  | 25.02. | Katar       | Doha                | Antonio Cairoli  | Tim Gajser          | Clément Desalle     | Antonio Cairoli  | Antonio Cairoli  | Antonio Cairoli | KTM           |
| 2  | 05.03. | Indonesien  | Pangkal Pinang      | Shaun Simpson    | Glenn Coldenhoff    | Clément Desalle     | Shaun Simpson    | abgesagt         | Antonio Cairoli | KTM           |
| 3  | 19.03. | Argentinien | Neuquén             | Tim Gajser       | Jeremy Van Horebeek | Jewgeni Bobryschew  | Tim Gajser       | Tim Gajser       | Tim Gajser      | Honda         |
| 4  | 02.04. | León        | León                | Tim Gajser       | Antonio Cairoli     | Gautier Paulin      | Tim Gajser       | Tim Gajser       | Tim Gajser      | Honda         |
| 5  | 16.04. | Trentino    | Pietramurata        | Antonio Cairoli  | Tim Gajser          | Arnaud Tonus        | Antonio Cairoli  | Tim Gajser       | Tim Gajser      | Honda         |
| 6  | 23.04. | Europa      | Valkenswaard        | Gautier Paulin   | Jeffrey Herlings    | Jeremy Van Horebeek | Gautier Paulin   | Antonio Cairoli  | Tim Gajser      | Honda         |
| 7  | 07.05. | Lettland    | Ķegums              | Jeffrey Herlings | Antonio Cairoli     | Jewgeni Bobryschew  | Jeffrey Herlings | Jeffrey Herlings | Antonio Cairoli | KTM           |
| 8  | 21.05. | Deutschland | Teutschenthal       | Antonio Cairoli  | Jeffrey Herlings    | Gautier Paulin      | Jeffrey Herlings | Antonio Cairoli  | Antonio Cairoli | KTM           |
| 9  | 28.05. | Frankreich  | Ernée               | Clément Desalle  | Antonio Cairoli     | Gautier Paulin      | Maximilian Nagl  | Clément Desalle  | Antonio Cairoli | KTM           |
| 10 | 11.06. | Russland    | Orljonok            | Clément Desalle  | Jeffrey Herlings    | Gautier Paulin      | Jeffrey Herlings | Clément Desalle  | Antonio Cairoli | KTM           |
| 11 | 25.06. | Lombardei   | Ottobiano           | Antonio Cairoli  | Jeffrey Herlings    | Max Anstie          | Antonio Cairoli  | Antonio Cairoli  | Antonio Cairoli | KTM           |
| 12 | 02.07. | Portugal    | Águeda              | Antonio Cairoli  | Jeffrey Herlings    | Arminas Jasikonis   | Jeffrey Herlings | Antonio Cairoli  | Antonio Cairoli | KTM           |
| 13 | 23.07. | Tschechien  | Loket               | Antonio Cairoli  | Clément Desalle     | Tim Gajser          | Tim Gajser       | Antonio Cairoli  | Antonio Cairoli | KTM           |
| 14 | 06.08. | Belgien     | Lommel              | Jeffrey Herlings | Antonio Cairoli     | Glenn Coldenhoff    | Jeffrey Herlings | Jeffrey Herlings | Antonio Cairoli | KTM           |
| 15 | 13.08. | Schweiz     | Frauenfeld/Gachnang | Jeffrey Herlings | Gautier Paulin      | Antonio Cairoli     | Arnaud Tonus     | Jeffrey Herlings | Antonio Cairoli | KTM           |
| 16 | 20.08. | Schweden    | Uddevalla           | Tim Gajser       | Romain Febvre       | Gautier Paulin      | Tim Gajser       | Romain Febvre    | Antonio Cairoli | KTM           |
| 17 | 03.09. | USA         | Jacksonville        | Jeffrey Herlings | Eli Tomac           | Antonio Cairoli     | Eli Tomac        | Jeffrey Herlings | Antonio Cairoli | KTM           |
| 18 | 10.09. | Niederlande | Assen               | Jeffrey Herlings | Romain Febvre       | Max Anstie          | Jeffrey Herlings | Jeffrey Herlings | Antonio Cairoli | KTM           |
| 19 | 17.09. | Montbéliard | Villars-sous-Écot   | Jeffrey Herlings | Tim Gajser          | Max Anstie          | Tim Gajser       | Jeffrey Herlings | Antonio Cairoli | KTM           |

### Fahrerwertung
| Rang | Fahrer              | Konstrukteur | Punkte |
| ---- | ------------------- | ------------ | ------ |
| 01.  | Antonio Cairoli     | KTM          | 722    |
| 02.  | Jeffrey Herlings    | KTM          | 672    |
| 03.  | Gautier Paulin      | Husqvarna    | 602    |
| 04.  | Clément Desalle     | Kawasaki     | 544    |
| 05.  | Tim Gajser          | Honda        | 530    |
| 06.  | Romain Febvre       | Yamaha       | 519    |
| 07.  | Jeremy Van Horebeek | Yamaha       | 443    |
| 08.  | Maximilian Nagl     | Husqvarna    | 439    |
| 09.  | Max Anstie          | Husqvarna    | 436    |
| 10.  | Glenn Coldenhoff    | KTM          | 424    |
| 11.  | Jewgeni Bobryschew  | Honda        | 397    |
| 12.  | Arnaud Tonus        | Yamaha       | 355    |
| 13.  | Arminas Jasikonis   | Suzuki       | 283    |
| 14.  | Kevin Strijbos      | Suzuki       | 223    |
| 15.  | Tanel Leok          | Husqvarna    | 223    |
| 16.  | Alessandro Lupino   | Honda        | 208    |
| 17.  | Shaun Simpson       | Yamaha       | 183    |
| 18.  | Rui Gonçalves       | Husqvarna    | 141    |
| 19.  | José Butrón         | KTM          | 122    |
| 20.  | Jordi Tixier        | Kawasaki     | 082    |
| 21.  | Valentin Guillod    | Honda        | 061    |
| 22.  | Damon Graulus       | Honda        | 061    |
| 23.  | Ken De Dycker       | Honda        | 060    |
| 24.  | Harri Kullas        | Husqvarna    | 059    |
| 25.  | Eli Tomac           | Kawasaki     | 045    |
| 26.  | Filip Bengtsson     | KTM          | 037    |
| 27.  | Maxime Desprey      | Kawasaki     | 035    |
| 28.  | Tommy Searle        | Kawasaki     | 033    |
| 29.  | Milko Potisek       | Yamaha       | 016    |
| 30.  | Jake Nicholls       | KTM          | 015    |
| 31.  | Justin Barcia       | Suzuki       | 014    |
| 32.  | Jaromír Romančík    | KTM          | 014    |
| 33.  | Jeffrey Dewulf      | KTM          | 014    |
| 34.  | Priit Rätsep        | Honda        | 013    |
| 35.  | Jewgeni Michailow   | Husqvarna    | 010    |

| Rang | Fahrer                | Konstrukteur | Punkte |
| ---- | --------------------- | ------------ | ------ |
| 36.  | Fredrik Noren         | Honda        | 010    |
| 37.  | Jernej Irt            | Husqvarna    | 010    |
| 38.  | Kyle Chisholm         | Honda        | 009    |
| 39.  | Benny Bloss           | KTM          | 008    |
| 40.  | Xavier Boog           | Honda        | 008    |
| 41.  | Nicolas Dercourt      | Yamaha       | 007    |
| 42.  | Yentel Martens        | Husqvarna    | 006    |
| 43.  | Wjatscheslaw Golowkin | KTM          | 006    |
| 44.  | Sven van der Mierden  | Husqvarna    | 006    |
| 45.  | Miguel Cordovez       | Yamaha       | 005    |
| 46.  | Toshiki Tomita        | Honda        | 005    |
| 47.  | Martin Michek         | KTM          | 004    |
| 48.  | Jason Clermont        | Kawasaki     | 004    |
| 49.  | Gert Krestinov        | Honda        | 004    |
| 50.  | Nikolaj Larsen        | KTM          | 004    |
| 51.  | Jetro Salazar         | Honda        | 004    |
| 52.  | Jens Gettemann        | Kawasaki     | 004    |
| 53.  | Peter Irt             | Yamaha       | 004    |
| 54.  | Jérémy Delincé        | Honda        | 004    |
| 55.  | Wladislaw Leonow      | KTM          | 004    |
| 56.  | Lukas Neurauter       | KTM          | 004    |
| 57.  | Dan Thornhill         | Husqvarna    | 003    |
| 58.  | Dennis Ullrich        | KTM          | 003    |
| 59.  | Steven Lenoir         | Kawasaki     | 003    |
| 60.  | Ander Valentín        | Honda        | 002    |
| 61.  | Stefan Ekerold        | Suzuki       | 002    |
| 62.  | Tristan Lane          | KTM          | 002    |
| 63.  | Andy Baumgartner      | KTM          | 001    |
| 64.  | Jared Lesher          | KTM          | 001    |
| 65.  | Joaquín Poli          | Honda        | 001    |
| 66.  | Matteo Bonini         | Kawasaki     | 001    |
| 67.  | Sandro Peixe          | Honda        | 001    |
| 68.  | Nick Kouwenberg       | Honda        | 001    |
| 69.  | Farhan Hendro         | Kawasaki     | 001    |

### Konstrukteurswertung
| \| Rang \| Konstrukteur \| Punkte \| \| ---- \| ------------ \| ------ \| \| 01. \| KTM \| 834 \| \| 02. \| Husqvarna \| 698 \| \| 03. \| Yamaha \| 659 \| \| 04. \| Honda \| 631 \| \| 05. \| Kawasaki \| 584 \| \| 06. \| Suzuki \| 440 \| |              |        |
| Rang | Konstrukteur | Punkte |
| 01. | KTM          | 834    |
| 02. | Husqvarna    | 698    |
| 03. | Yamaha       | 659    |
| 04. | Honda        | 631    |
| 05. | Kawasaki     | 584    |
| 06. | Suzuki       | 440    |

## MX2

### Rennergebnisse
| #  | Datum  | Grand Prix  | Ort                 | Grand Prix        | Grand Prix         | Grand Prix        | Sieger            | Sieger             | Gesamtführung | Gesamtführung |
| #  | Datum  | Grand Prix  | Ort                 | Erster Platz      | Zweiter Platz      | Dritter Platz     | Rennen 1          | Rennen 2           | Fahrer        | Konstrukteur  |
| -- | ------ | ----------- | ------------------- | ----------------- | ------------------ | ----------------- | ----------------- | ------------------ | ------------- | ------------- |
| 1  | 25.02. | Katar       | Doha                | Pauls Jonass      | Benoît Paturel     | Julien Lieber     | Pauls Jonass      | Pauls Jonass       | Pauls Jonass  | KTM           |
| 2  | 05.03. | Indonesien  | Pangkal Pinang      | Jeremy Seewer     | Samuele Bernardini | Julien Lieber     | Jeremy Seewer     | Samuele Bernardini | Julien Lieber | KTM           |
| 3  | 19.03. | Argentinien | Neuquén             | Pauls Jonass      | Jorge Prado        | Jeremy Seewer     | Pauls Jonass      | Pauls Jonass       | Jeremy Seewer | KTM           |
| 4  | 02.04. | León        | León                | Thomas Covington  | Jeremy Seewer      | Julien Lieber     | Jeremy Seewer     | Thomas Covington   | Jeremy Seewer | KTM           |
| 5  | 16.04. | Trentino    | Pietramurata        | Jorge Prado       | Pauls Jonass       | Julien Lieber     | Pauls Jonass      | Jorge Prado        | Pauls Jonass  | KTM           |
| 6  | 23.04. | Europa      | Valkenswaard        | Pauls Jonass      | Jeremy Seewer      | Brent Van doninck | Pauls Jonass      | Pauls Jonass       | Pauls Jonass  | KTM           |
| 7  | 07.05. | Lettland    | Ķegums              | Thomas Kjær Olsen | Pauls Jonass       | Calvin Vlaanderen | Thomas Kjær Olsen | Pauls Jonass       | Pauls Jonass  | KTM           |
| 8  | 21.05. | Deutschland | Teutschenthal       | Jeremy Seewer     | Hunter Lawrence    | Pauls Jonass      | Jeremy Seewer     | Thomas Covington   | Pauls Jonass  | KTM           |
| 9  | 28.05. | Frankreich  | Ernée               | Pauls Jonass      | Benoît Paturel     | Jeremy Seewer     | Pauls Jonass      | Benoît Paturel     | Pauls Jonass  | KTM           |
| 10 | 11.06. | Russland    | Orljonok            | Pauls Jonass      | Jeremy Seewer      | Brian Bogers      | Julien Lieber     | Jeremy Seewer      | Pauls Jonass  | KTM           |
| 11 | 25.06. | Lombardei   | Ottobiano           | Jeremy Seewer     | Pauls Jonass       | Thomas Covington  | Jeremy Seewer     | Pauls Jonass       | Pauls Jonass  | KTM           |
| 12 | 02.07. | Portugal    | Águeda              | Jeremy Seewer     | Pauls Jonass       | Thomas Covington  | Pauls Jonass      | Jeremy Seewer      | Pauls Jonass  | KTM           |
| 13 | 23.07. | Tschechien  | Loket               | Pauls Jonass      | Jeremy Seewer      | Thomas Covington  | Thomas Covington  | Pauls Jonass       | Pauls Jonass  | KTM           |
| 14 | 06.08. | Belgien     | Lommel              | Jorge Prado       | Pauls Jonass       | Julien Lieber     | Pauls Jonass      | Jorge Prado        | Pauls Jonass  | KTM           |
| 15 | 13.08. | Schweiz     | Frauenfeld/Gachnang | Benoît Paturel    | Jeremy Seewer      | Pauls Jonass      | Jeremy Seewer     | Benoît Paturel     | Pauls Jonass  | KTM           |
| 16 | 20.08. | Schweden    | Uddevalla           | Jeremy Seewer     | Jorge Prado        | Pauls Jonass      | Jorge Prado       | Thomas Covington   | Pauls Jonass  | KTM           |
| 17 | 03.09. | USA         | Jacksonville        | R. J. Hampshire   | Hunter Lawrence    | Thomas Covington  | R. J. Hampshire   | R. J. Hampshire    | Pauls Jonass  | KTM           |
| 18 | 10.09. | Niederlande | Assen               | Jorge Prado       | Pauls Jonass       | Jeremy Seewer     | Pauls Jonass      | Jorge Prado        | Pauls Jonass  | KTM           |
| 19 | 17.09. | Montbéliard | Villars-sous-Écot   | Thomas Covington  | Hunter Lawrence    | Jed Beaton        | Thomas Covington  | Hunter Lawrence    | Pauls Jonass  | KTM           |

### Fahrerwertung
| Rang | Fahrer              | Konstrukteur | Punkte |
| ---- | ------------------- | ------------ | ------ |
| 01.  | Pauls Jonass        | KTM          | 771    |
| 02.  | Jeremy Seewer       | Suzuki       | 732    |
| 03.  | Thomas Kjær Olsen   | Husqvarna    | 579    |
| 04.  | Thomas Covington    | Husqvarna    | 532    |
| 05.  | Benoît Paturel      | Yamaha       | 504    |
| 06.  | Julien Lieber       | KTM          | 490    |
| 07.  | Jorge Prado         | KTM          | 460    |
| 08.  | Brian Bogers        | KTM          | 407    |
| 09.  | Hunter Lawrence     | Suzuki       | 395    |
| 10.  | Brent Van doninck   | Yamaha       | 309    |
| 11.  | Darian Sanayei      | Kawasaki     | 280    |
| 12.  | Michele Cervellin   | Honda        | 263    |
| 13.  | Calvin Vlaanderen   | KTM          | 261    |
| 14.  | Alvin Östlund       | Yamaha       | 242    |
| 15.  | Ben Watson          | KTM          | 228    |
| 16.  | Conrad Mewse        | Husqvarna    | 225    |
| 17.  | Wsewolod Bryljakow  | Kawasaki     | 129    |
| 18.  | Bas Vaessen         | Suzuki       | 120    |
| 19.  | Samuele Bernardini  | TM           | 111    |
| 20.  | Henry Jacobi        | Husqvarna    | 108    |
| 21.  | Iker Larrañaga      | Husqvarna    | 105    |
| 22.  | Anton Gole          | TM           | 099    |
| 23.  | Davy Pootjes        | KTM          | 097    |
| 24.  | Brian Hsu           | Husqvarna    | 097    |
| 25.  | Adam Sterry         | Kawasaki     | 072    |
| 26.  | Jed Beaton          | Honda        | 071    |
| 27.  | Stephen Rubini      | Kawasaki     | 070    |
| 28.  | Ivo Monticelli      | KTM          | 065    |
| 29.  | Freek van der Vlist | KTM          | 052    |
| 30.  | R. J. Hampshire     | Honda        | 050    |
| 31.  | Lars van Berkel     | Husqvarna    | 050    |
| 32.  | David Herbreteau    | Kawasaki     | 045    |
| 33.  | Magne Klingsheim    | Kawasaki     | 039    |
| 34.  | Anthony Rodriguez   | Honda        | 034    |

| Rang | Fahrer            | Konstrukteur | Punkte |
| ---- | ----------------- | ------------ | ------ |
| 35.  | Petar Petrow      | Kawasaki     | 032    |
| 36.  | Mitchell Harrison | Yamaha       | 030    |
| 37.  | Giuseppe Tropepe  | Husqvarna    | 030    |
| 38.  | Chase Sexton      | Honda        | 028    |
| 39.  | Marshal Weltin    | Kawasaki     | 020    |
| 40.  | Rubén Fernández   | Kawasaki     | 017    |
| 41.  | Nathan Renkens    | KTM          | 015    |
| 42.  | Caleb Ward        | Husqvarna    | 014    |
| 43.  | Karel Kutsar      | Husqvarna    | 014    |
| 44.  | Justin Cooper     | Yamaha       | 013    |
| 45.  | Morgan Lesiardo   | Kawasaki     | 013    |
| 46.  | Micha-Boy de Waal | Honda        | 013    |
| 47.  | Hayden Mellross   | Yamaha       | 011    |
| 48.  | Simone Furlotti   | Yamaha       | 010    |
| 49.  | Jago Geerts       | KTM          | 006    |
| 50.  | Nicolas Dercourt  | Yamaha       | 005    |
| 51.  | Brandon Scharer   | Yamaha       | 005    |
| 52.  | Alexis Verhaeghe  | KTM          | 004    |
| 53.  | Ken Bengtson      | Yamaha       | 003    |
| 54.  | Michael Mantovani | Yamaha       | 003    |
| 55.  | Justin Hill       | Kawasaki     | 003    |
| 56.  | Richard Šikyňa    | KTM          | 002    |
| 57.  | Luka Crnković     | Yamaha       | 002    |
| 58.  | Rene de Jong      | KTM          | 002    |
| 59.  | Austin Root       | Husqvarna    | 002    |
| 60.  | Jorge Zaragoza    | Yamaha       | 002    |
| 61.  | Iwan Petrow       | Husqvarna    | 001    |
| 62.  | Jay Wilson        | Yamaha       | 001    |
| 63.  | Michael Iwanow    | Honda        | 001    |
| 64.  | Bradley Lionnet   | Kawasaki     | 001    |
| 65.  | Aaron Tanti       | Husqvarna    | 001    |
| 66.  | Chihiro Notsuka   | Honda        | 001    |
| 67.  | Marcel Conijn     | Kawasaki     | 001    |

### Konstrukteurswertung
| \| Rang \| Konstrukteur \| Punkte \| \| ---- \| ------------ \| ------ \| \| 01. \| KTM \| 848 \| \| 02. \| Suzuki \| 766 \| \| 03. \| Husqvarna \| 728 \| \| 04. \| Yamaha \| 623 \| \| 05. \| Kawasaki \| 414 \| \| 06. \| Honda \| 370 \| \| 07. \| TM \| 156 \| |              |        |
| Rang | Konstrukteur | Punkte |
| 01. | KTM          | 848    |
| 02. | Suzuki       | 766    |
| 03. | Husqvarna    | 728    |
| 04. | Yamaha       | 623    |
| 05. | Kawasaki     | 414    |
| 06. | Honda        | 370    |
| 07. | TM           | 156    |

## WMX

### Rennergebnisse
| # | Datum  | Grand Prix  | Ort               | Grand Prix       | Grand Prix          | Grand Prix          | Sieger           | Sieger              | Gesamtführung    | Gesamtführung |
| # | Datum  | Grand Prix  | Ort               | Erster Platz     | Zweiter Platz       | Dritter Platz       | Rennen 1         | Rennen 2            | Fahrer           | Konstrukteur  |
| - | ------ | ----------- | ----------------- | ---------------- | ------------------- | ------------------- | ---------------- | ------------------- | ---------------- | ------------- |
| 1 | 05.03. | Indonesien  | Pangkal Pinang    | Courtney Duncan  | Nicky van Wordragen | Shana van der Vlist | Nancy van de Ven | Courtney Duncan     | Courtney Duncan  | Yamaha        |
| 2 | 16.04. | Trentino    | Pietramurata      | Kiara Fontanesi  | Courtney Duncan     | Livia Lancelot      | Kiara Fontanesi  | Livia Lancelot      | Courtney Duncan  | Yamaha        |
| 3 | 28.05. | Frankreich  | Ernée             | Livia Lancelot   | Nancy van de Ven    | Kiara Fontanesi     | Livia Lancelot   | Courtney Duncan     | Kiara Fontanesi  | Yamaha        |
| 4 | 23.07. | Tschechien  | Loket             | Courtney Duncan  | Amandine Verstappen | Nancy van de Ven    | Courtney Duncan  | Amandine Verstappen | Courtney Duncan  | Yamaha        |
| 5 | 10.09. | Niederlande | Assen             | Nancy van de Ven | Livia Lancelot      | Larissa Papenmeier  | Nancy van de Ven | Nancy van de Ven    | Nancy van de Ven | Yamaha        |
| 6 | 17.09. | Montbéliard | Villars-sous-Écot | Kiara Fontanesi  | Livia Lancelot      | Courtney Duncan     | Kiara Fontanesi  | Courtney Duncan     | Kiara Fontanesi  | Yamaha        |

### Fahrerwertung
| Rang | Fahrer              | Konstrukteur | Punkte |
| ---- | ------------------- | ------------ | ------ |
| 01.  | Kiara Fontanesi     | Yamaha       | 233    |
| 02.  | Livia Lancelot      | Kawasaki     | 232    |
| 03.  | Courtney Duncan     | Yamaha       | 231    |
| 04.  | Nancy van de Ven    | Yamaha       | 231    |
| 05.  | Larissa Papenmeier  | Suzuki       | 194    |
| 06.  | Amandine Verstappen | KTM          | 184    |
| 07.  | Nicky van Wordragen | Yamaha       | 119    |
| 08.  | Francesca Nocera    | Suzuki       | 095    |
| 09.  | Virginie Germond    | Yamaha       | 094    |
| 10.  | Shana van der Vlist | KTM          | 089    |
| 11.  | Anne Borchers       | Suzuki       | 080    |
| 12.  | Emelie Dahl         | Yamaha       | 078    |
| 13.  | Madison Brown       | Yamaha       | 078    |
| 14.  | Sara Andersen       | Yamaha       | 077    |
| 15.  | Justine Charroux    | Yamaha       | 076    |
| 16.  | Stephanie Laier     | KTM          | 072    |
| 17.  | Britt Van Der Werff | Suzuki       | 055    |
| 18.  | Mathea Selebø       | Yamaha       | 051    |
| 19.  | Joanna Miller       | KTM          | 036    |
| 20.  | Kimberley Braam     | Kawasaki     | 035    |
| 21.  | Emma Milešević      | Yamaha       | 033    |
| 22.  | Jessie Joineau      | Honda        | 032    |
| 23.  | Mathilde Martinez   | Husqvarna    | 032    |
| 24.  | Genette Våge        | KTM          | 030    |

| Rang | Fahrer             | Konstrukteur | Punkte |
| ---- | ------------------ | ------------ | ------ |
| 25.  | Elaine MacEachern  | KTM          | 021    |
| 26.  | Mathilde Denis     | Yamaha       | 021    |
| 27.  | Sandra Karlsson    | Kawasaki     | 018    |
| 28.  | Kim Irmgartz       | Suzuki       | 015    |
| 29.  | Natalie Kane       | Honda        | 014    |
| 30.  | Lianne Muilwijk    | Honda        | 014    |
| 31.  | Eline Burgmans     | KTM          | 013    |
| 32.  | Avrie Berry        | KTM          | 012    |
| 33.  | Suci Mulyani       | Yamaha       | 009    |
| 34.  | Amanda Bergkvist   | KTM          | 006    |
| 35.  | Ljubow Leontjewa   | Yamaha       | 005    |
| 36.  | Giorgia Montini    | Yamaha       | 005    |
| 37.  | Stacey Fisher      | KTM          | 004    |
| 38.  | Lara de Kruif      | KTM          | 004    |
| 39.  | Manon Haudoire     | Yamaha       | 003    |
| 40.  | Kristýna Vítková   | Yamaha       | 003    |
| 41.  | Kathryn Booth      | Yamaha       | 002    |
| 42.  | Alicia Reitze      | Yamaha       | 002    |
| 43.  | Tanja Schlosser    | KTM          | 002    |
| 44.  | Monica Defeter     | KTM          | 002    |
| 45.  | Janina Lehmann     | Suzuki       | 001    |
| 46.  | Carmen Allinger    | Yamaha       | 001    |
| 47.  | Jekaterina Gurjewa | KTM          | 001    |
| 48.  | Novita Anjani      | Husqvarna    | 001    |

### Konstrukteurswertung
| \| Rang \| Konstrukteur \| Punkte \| \| ---- \| ------------ \| ------ \| \| 01. \| Yamaha \| 291 \| \| 02. \| Kawasaki \| 232 \| \| 03. \| Suzuki \| 201 \| \| 04. \| KTM \| 196 \| \| 05. \| Honda \| 060 \| \| 06. \| Husqvarna \| 050 \| |              |        |
| Rang | Konstrukteur | Punkte |
| 01. | Yamaha       | 291    |
| 02. | Kawasaki     | 232    |
| 03. | Suzuki       | 201    |
| 04. | KTM          | 196    |
| 05. | Honda        | 060    |
| 06. | Husqvarna    | 050    |